# 朱玉武
朱玉武（1962年3月—），山西应县人。中国人民解放军少将。

## 生平
应县一中毕业，1975年入伍。曾担任第27集团军政治部主任、第38集团军副政委、北京卫戍区政治部主任，2015年任第39集团军政治委员。2017年，出任新调整组建的中国人民解放军陆军第八十集团军政治委员。2020年4月任山东省军区政治委员。
2011年晋升中国人民解放军少将军衔。